# Lei Tingjie
Dans ce nom chinois, le nom de famille, Lei, précède le nom personnel.
Lei Tingjie est une joueuse d'échecs chinoise née le 13 mars 1997 à Chongqing. Grand maître international féminin depuis 2014, la Fédération internationale des échecs lui a décerné le titre de grand maître international mixte en mars 2017. Elle a disputé la finale du championnat du monde féminin de 2023 contre Ju Wenjun.
Au 1er mai 2025, Lei Tingjie est la troisième joueuse mondiale avec un classement Elo de 2 552 points.

## Carrière

### Championne de Chine (2017)
Lei Tingjie remporte l'open féminin de Moscou en 2015 devant la Russe Aleksandra Goriatchkina.
En 2015, est fut éliminée au deuxième tour du championnat du monde féminin d'échecs 2015 par Humpy Koneru.
En 2017, elle remporte le championnat de Chine d'échecs, mais est absente du championnat du monde féminin.
En, Lei Tingjie participe au Championnat du monde féminin d'échecs de novembre 2018, un tournoi à élimination directe disputé à Khanty-Mansiïsk en Russie. Elle bat Anita Gara au premier tour, Nana Dzagnidzé au deuxième tour et Alissa Galliamova au troisième tour. Elle est battue en quart de finale par Kateryna Lagno.
Elle est absente de la première  coupe du monde d'échecs féminine disputée en juillet-août 2021.

### Finaliste du championnat du monde (2023)
En novembre 2021, Lei Tingjie remporte le tournoi Grand Suisse FIDE féminin disputé à Riga avec 9 points sur 11 (7 gains, 4 nulles) ce qui la qualifie pour le tournoi des candidates qui a lieu en 2022 et 2023.
En octobre-décembre 2022, elle dispute les deux premiers tours du tournoi des candidates (quart de finale et demi-finale) à Monaco. Lei Tingjie bat Mariya Mouzytchouk en quart de finale puis sa sœur Anna Mouzytchouk en demi-finale.
En mars-avril 2023, elle remporte la finale du tournoi des candidates disputée à Chongqing en battant Tan Zhongyi. Elle affronte ainsi Ju Wenjun à l'été 2023.
Elle perd la finale du championnat du monde féminin de 2023 contre Ju Wenjun.
Elle est absente de la deuxième coupe du monde d'échecs féminine disputée juste après le championnat du monde, du 29 juillet au 22 août 2023.

### Compétitions par équipe
Le Tingjje a représenté la Chine lors du championnat du monde d'échecs par équipes en 2015 (la Chine finit troisième) et 2017 (la Chine fut deuxième).